# Долинське (Подільський район)
Доли́нське (до 01.02.1945 — Валегоцулове, Валя Гоцулуй (рум. Valea Hoțului), Валя Гоцулово, Валегоцулівка) — село в Україні, в Подільському районі Одеської області, адміністративний центр Долинської сільської громади. За переписом 2001 року, населення становило 4036 осіб.
Поблизу села створено ботанічний заказник загальнодержавного значення Долинський.

## Історія
Село засновано у другій половині XVIII століття вихідцями з Молдови. Початкова назва — Валя Гоцулуй (з румунської — Долина злодія).
За даними на 1859 рік у казенному містечку Ананьївського повіту Херсонської губернії мешкала 4341 особа (2212 чоловіків та 2129 жінки), налічувалось 686 дворових господарств, існували православна церква на честь Святителя Христового Миколая, збудована 1791 року та єврейська синагога, відбувались базари.
Станом на 1886 рік у містечку, центрі Валегоцулівської волості, мешкало 5177 осіб, налічувався 1132 двори, існували станова квартира 1-го стана, православна церква, синагога, молитовний будинок, лікарня, школа, постоялий двір, трактир, відбувались базари через 2 тижні та ярмарки: 15 травня та 15 серпня.
За переписом 1897 року кількість мешканців містечка зросла до 9301 особи (4762 чоловічої статі та 4539 — жіночої), з яких 1753 — православної віри (+ 1832 у с. Валегоцулове; 
усього 11 133 мешканців).
З початку березня 1918 року у складі Української Держави; у серпні того ж року більшовиками створено молодіжний підпільний революційний гурток. З січня 1919-го під владою більшовиків, у вересні їх витіснили білогвардійці, в січні 1920 року більшовики відновили свою присутність; у травні організовано комнезам. Того ж року відкрилася початкова школа, в 1921 році — перший дитячий садок «Будинок дитини». 1923 року Валегоцулове стає центром району у складі Балтської округи. 1929-го утворено 2 сільськогосподарські артілі — ім. Бужора і «Друму спрелуміне».
Під час організованого радянською владою Голодомору 1932—1933 років померло щонайменше 68 жителів села.
7 серпня 1941-го радянські частини залишили Валегоцулове; радянську владу відновлено 2 квітня 1944-го.
1 лютого 1945 року село Валегоцулове перейменовано на Долинське, Валегоцулівська сільрада Валегоцулівського району на Долинську.
До 1957 року — центр Долинського району.

## Населення
- 1923 — 10 882:[9]
 5232 (1-ша і 2-га дільниця)
 3824 (3-тя і 4-та дільниці)
 1826 (5-та і 6-та дільниці)
- 1926 — 15 266
- 1939 — 10 469

Згідно з переписом 1989 року населення села становило 5073 особи, з яких 2169 чоловіків та 2904 жінки.
За переписом населення 2001 року в селі мешкало 4038 осіб.
- 2021 — 2887[12]

### Мова
Розподіл населення за рідною мовою за даними перепису 2001 року:
| Мова       | Відсоток |
| ---------- | -------- |
| Українська | 71,9 %   |
| Румунська  | 22,4 %   |
| Російська  | 4,68 %   |
| Вірменська | 0,47 %   |
| Болгарська | 0,17 %   |
| Гагаузька  | 0,12 %   |
| Білоруська | 0,1 %    |

## Відомі особи
- Бабієнко Володимир Андрійович (1947—2022) — український педагог, заслужений вчитель України[14] , автор проєктів геральдики села — гімну, прапора та герба.

У селі народилися:
- Власенко Олексій Сидорович (1914—1943) — Герой Радянського Союзу.
- Дарієнко Домініка Тимофіївна (1919—2010) — народна артистка СРСР.
- Лошиц Юрій Михайлович — російський письменник, публіцист і літературознавець. Лауреат Патріаршої літературної премії (2013).
- Марінат Олексій Романович (1924—2009) — молдовський письменник.
- Понікаров Василь Андрійович (1929—2014) — український художник та графік, член Спілки художників України, заслужений художник України.
- Ропотан Андрій Григорович — лікар акушер-гінеколог, кандидат медичних наук, головний лікар Хмельницького міського перинатального центру.
- Саминський Лазар Семенович — російський та американський композитор й музикознавець.